# Liga Europa da UEFA de 2011–12 – Fases finais
As Fases Finais da Liga Europa da UEFA de 2011–12 ocorrerão entre 14 de fevereiro e 9 de maio de 2012. A começar pelas dezesseis-avos de final, cada fase terá jogos de ida e volta, com exceção da final, em Bucareste, no estádio Stadionul Naţional, que terá partida única para decidir o campeão da Liga Europa da UEFA de 2011–12.

## Sorteio e calendário
O sorteio dos emparceiramentos ocorreu na sede da UEFA em Nyon, Suíça, em 16 de dezembro de 2011 com o "embaixador da final na Romênia",  Miodrag Belodedici.
| Fase                    | Data e hora do sorteio       | Ida                                              | Volta                                            |
| ----------------------- | ---------------------------- | ------------------------------------------------ | ------------------------------------------------ |
| Dezesseis-avos-de final | 16 de dezembro de 2011 13:00 | 16 de fevereiro de 2012                          | 23 de fevereiro de 2012                          |
| Oitavas-de-final        | 16 de dezembro de 2011 13:00 | 8 de março de 2012                               | 15 de março de 2012                              |
| Quartas-de-final        | 16 de março de 2012 13:00    | 29 de março de 2012                              | 5 de março de 2012                               |
| Semifinais              | 16 de março de 2012 13:00    | 19 de abril de 2012                              | 26 de abril de 2012                              |
| Final                   | 16 de março de 2012 13:00    | 9 de maio de 2012 no Estádio Nacional, Bucareste | 9 de maio de 2012 no Estádio Nacional, Bucareste |

As partidas serão jogadas as terças e quartas-feiras, ao invés das quintas-feiras tradicionais devido a confitos de agenda.

## Dezesseis-avos de final
Todos os horários são do fuso CET
| Equipe 1          | Total    | Equipe 2          | 1.º jogo | 2.º jogo |
| ----------------- | -------- | ----------------- | -------- | -------- |
| Porto             | 1–6      | Manchester City   | 1–2      | 0–4      |
| Ajax              | 2–3      | Manchester United | 0–2      | 2–1      |
| Lokomotiv Moscow  | 2–2 (gf) | Athletic Bilbao   | 2–1      | 0–1      |
| Red Bull Salzburg | 1–8      | Metalist Kharkiv  | 0–4      | 1–4      |
| Stoke City        | 0–2      | Valencia          | 0–1      | 0–1      |
| Rubin Kazan       | 0–2      | Olympiacos        | 0–1      | 0–1      |
| AZ                | 2–0      | Anderlecht        | 1–0      | 1–0      |
| Lazio             | 1–4      | Atlético Madrid   | 1–3      | 1–0      |
| Steaua București  | 0–2      | Twente            | 0–1      | 0–1      |
| Viktoria Plzeň    | 2–4      | Schalke 04        | 1–1      | 1–3      |
| Wisła Kraków      | 1–1 (gf) | Standard Liège    | 1–1      | 0–0      |
| Braga             | 1–2      | Beşiktaş          | 0–2      | 1–0      |
| Udinese           | 3–0      | PAOK              | 0–0      | 3–0      |
| Trabzonspor       | 2–6      | PSV Eindhoven     | 1–2      | 1–4      |
| Hannover 96       | 3–1      | Club Brugge       | 2–1      | 1–0      |
| Legia Warsaw      | 2–3      | Sporting CP       | 2–2      | 1–0      |

### Jogos de Ida
| 14 de fevereiro de 2012 | Rubin Kazan | 0 – 1     | Olympiacos | Estádio Luzhniki, Moscou                  |
| 18:00                   |             | Relatório | Fuster 71' | Público: 1 741 Árbitro: SER Milorad Mažić |

| 14 de fevereiro de 2012 | Braga | 0 – 2     | Beşiktaş              | Estádio Municipal de Braga, Braga      |
| 18:30                   |       | Relatório | Sivok 37' · Simão 58' | Público: 9 088 Árbitro: HOL Kevin Blom |

| 16 de fevereiro de 2012 | Lokomotiv Moscow            | 2 – 1     | Athletic Bilbao | Estádio Lokomotiv, Moscou                   |
| 18:00                   | Glushakov 61' · Caicedo 71' | Relatório | Muniain 35'     | Público: 13 160 Árbitro: ROM Ovidiu Hategan |

| 16 de fevereiro de 2012 | AZ Alkmaar | 1 – 0     | Anderlecht | AFAS Stadium, Alkmaar                      |
| 19:00                   | Maher 35'  | Relatório |            | Público: 13 744 Árbitro: GER Florian Meyer |

| 16 de fevereiro de 2012 | Lazio     | 1 – 3     | Atlético Madrid                    | Stadio Olimpico, Roma                       |
| 19:00                   | Klose 19' | Relatório | Adrián López 25' · Falcao 37', 63' | Público: 30 604 Árbitro: CZE Pavel Kralovec |

| 16 de fevereiro de 2012 | Red Bull Salzburg | 0 – 4     | Metalist Kharkiv                             | Red Bull Arena, Salzburgo                    |
| 19:00                   |                   | Relatório | Taison 1' · Cristaldo 37', 41' · Dević 90+1' | Público: 8 100 Árbitro: CRO Marijo Strahonja |

| 16 de fevereiro de 2012 | Ajax | 0 – 2     | Manchester United         | Amsterdam Arena, Amsterdam                   |
| 19:00                   |      | Relatório | Young 59' · Hernández 85' | Público: 48 966 Árbitro: ITA Gianluca Rocchi |

| 16 de fevereiro de 2012 | Viktoria Plzeň | 1 – 1     | Schalke 04    | Synot Tip Aréna, Praga                       |
| 19:00                   | Darida 22'     | Relatório | Huntelaar 75' | Público: 11 435 Árbitro: FRA Stéphane Lannoy |

| 16 de fevereiro de 2012 | Legia Warsaw                | 2 – 2     | Sporting                              | Pepsi Arena, Warsaw                    |
| 19:00                   | Wawrzyniak 37' · J. Gol 79' | Relatório | Daniel Carriço 61' · André Santos 88' | Público: 27 234 Árbitro: SVN Matei Jug |

| 16 de fevereiro de 2012 | Wisła Kraków | 1 – 1     | Standard Liège    | Stadion im. Henryka Reymana, Kraków                   |
| 21:05                   | Genkov 88'   | Relatório | Cyriac 28' (pen.) | Público: 19 000 Árbitro: ESP David Fernandez Borbalan |

| 16 de fevereiro de 2012 | Udinese | 0 – 0     | PAOK | Stadio Friuli, Udine                                  |
| 21:05                   |         | Relatório |      | Público: 11 641 Árbitro: ESP Alberto Undiano Mallenco |

| 16 de fevereiro de 2012 | Trabzonspor | 1 – 2     | PSV Eindhoven            | Hüseyin Avni Aker Stadium, Trabzon       |
| 21:05                   | Adin 33'    | Relatório | Matavž 6' · Toivonen 11' | Público: 18 866 Árbitro: GER Felix Brych |

| 16 de fevereiro de 2012 | Hannover 96                          | 2 – 1     | Club Brugge   | AWD-Arena, Hanover                                               |
| 21:05                   | Sobiech 73' · Schlaudraff 80' (pen.) | Relatório | Lestienne 51' | Público: 42 000 Árbitro: POR Manuel Jorge Neves Moreira de Sousa |

| 16 de fevereiro de 2012 | Porto      | 1 – 2     | Manchester City                        | Estádio do Dragão, Porto                  |
| 21:05                   | Varela 27' | Relatório | Álvaro Pereira 55' (g.c.) · Aguero 85' | Público: 47 417 Árbitro: TUR Cuneyt Cakir |

| 16 de fevereiro de 2012 | Stoke City | 0 – 1     | Valencia  | Britannia Stadium, Stoke-on-Trent            |
| 21:05                   |            | Relatório | Topal 36' | Público: 24 185 Árbitro: DIN Peter Rasmussen |

| 16 de fevereiro de 2012 | Steaua București | 0 – 1     | Twente   | National Arena, Bucareste                     |
| 21:05                   |                  | Relatório | John 53' | Público: 49 588 Árbitro: ENG Mark Clattenburg |

### Jogos de Volta
| 22 de fevereiro de 2012 | Manchester City                                       | 4 – 0     | Porto | Etihad Stadium, Manchester                  |
| 18:00                   | Agüero 1' · Džeko 76' · David Silva 84' · Pizarro 86' | Relatório |       | Público: 39 538 Árbitro: GER Wolfgang Stark |

| 23 de fevereiro de 2012 | Valencia  | 1 – 0     | Stoke City | Estadio Mestalla, Valencia                        |
| 19:00                   | Jonas 24' | Relatório |            | Público: 35 000 Árbitro: SWE Markus Strömbergsson |

| 23 de fevereiro de 2012 | Athletic Bilbao | 1 – 0     | Lokomotiv Moscow | San Mamés Stadium, Bilbao              |
| 19:00                   | Muniain 62'     | Relatório |                  | Público: 35 000 Árbitro: POL Pawel Gil |

| 23 de fevereiro de 2012 | Twente     | 1 – 0     | Steaua București | De Grolsch Veste, Enschede                        |
| 19:00                   | Chadli 29' | Relatório |                  | Público: 28 000 Árbitro: AUT Robert Schörgenhofer |

| 23 de fevereiro de 2012 | PAOK | 0 – 3     | Udinese                                    | Toumba Stadium, Tessalônica            |
| 19:00                   |      | Relatório | Danilo 6' · Flores 15' · Domizzi 51' (pen) | Público: 20 000 Árbitro: NOR Tom Hagen |

| 23 de fevereiro de 2012 | PSV Eindhoven                                       | 4 – 1     | Trabzonspor | Philips Stadion, Eindhoven                |
| 19:00                   | Mertens 15' (pen) · Matavž 31', 53' · Strootman 38' | Relatório | Yılmaz 43'  | Público: 18 300 Árbitro: FRA Tony Chapron |

| 23 de fevereiro de 2012 | Brugge | 0 – 1     | Hannover 96 | Jan Breydel Stadium, Bruges                 |
| 19:00                   |        | Relatório | Diouf 21'   | Público: 22 000 Árbitro: SCO William Collum |

| 23 de fevereiro de 2012 | Standard Liège | 0 – 0     | Wisła Kraków | Stade Maurice Dufrasne, Liège              |
| 19:00                   |                | Relatório |              | Público: 23 000 Árbitro: SER Milorad Mažić |

| 23 de fevereiro de 2012 | Beşiktaş | 0 – 1     | Braga    | BJK İnönü Stadium, Istanbul |
| 21:05                   |          | Relatório | Lima 25' | Árbitro: HUN István Vad     |

| 23 de fevereiro de 2012 | Manchester United | 1 – 2     | Ajax                           | Old Trafford, Manchester                   |
| 21:05                   | Hernández 6'      | Relatório | Özbiliz 37' · Alderweireld 87' | Público: 67 328 Árbitro: SLO Damir Skomina |

| 23 de fevereiro de 2012 | Sporting             | 1 – 0     | Legia Warsaw | Estádio José Alvalade, Lisboa                     |
| 21:05                   | Matías Fernández 84' | Relatório |              | Público: 20 144 Árbitro: RUS Vladislav Bezborodov |

| 23 de fevereiro de 2012 | Schalke 04                 | 3 – 1 (pro) | Viktoria Plzeň | Veltins-Arena, Gelsenkirchen            |
| 21:05                   | Huntelaar 8', 106', 120+1' | Relatório   | Rajtoral 88'   | Público: 50 000 Árbitro: IRL Alan Kelly |

| 23 de fevereiro de 2012 | Metalist Kharkiv                                                 | 4 – 1     | Red Bull Salzburg | Metalist Stadium, Kharkiv                   |
| 21:05                   | Hinteregger 28' (g.c.) · Cristaldo 62' · Blanco 63' · Marlos 87' | Relatório | Jantscher 56'     | Público: 30 826 Árbitro: FRA Antony Gautier |

| 23 de fevereiro de 2012 | Olympiacos   | 1 – 0     | Rubin Kazan | Karaiskakis Stadium, Piraeus                    |
| 21:05                   | Djebbour 14' | Relatório |             | Público: 30 000 Árbitro: SWE Stefan Johannesson |

| 23 de fevereiro de 2012 | Anderlecht | 0 – 1     | AZ Alkmaar  | Constant Vanden Stock Stadium, Bruxelas           |
| 21:05                   |            | Relatório | Martens 54' | Público: 25 000 Árbitro: POR Pedro Garcia Proenca |

| 23 de fevereiro de 2012 | Atlético Madrid | 1 – 0     | Lazio | Estádio Vicente Calderón, Madrid             |
| 21:05                   | Godín 48'       | Relatório |       | Público: 30 000 Árbitro: ENG Martin Atkinson |

## Oitavas de final
As partidas de ida serão disputadas em 8 de março, e as de volta serão disputadas em 15 de março de 2012.
| Equipe 1          | Total    | Equipe 2        | 1.º jogo | 2.º jogo |
| ----------------- | -------- | --------------- | -------- | -------- |
| Metalist Kharkiv  | (gf) 2–2 | Olympiacos      | 0–1      | 2–1      |
| Sporting CP       | (gf) 3–3 | Manchester City | 1–0      | 2–3      |
| Twente            | 2–4      | Schalke 04      | 1–0      | 1–4      |
| Standard Liège    | 2–6      | Hannover 96     | 2–2      | 0–4      |
| Valencia          | 5–3      | PSV Eindhoven   | 4–2      | 1–1      |
| AZ                | 3–2      | Udinese         | 2–0      | 1–2      |
| Atlético Madrid   | 6–1      | Beşiktaş        | 3–1      | 3–0      |
| Manchester United | 3–5      | Athletic Bilbao | 2–3      | 1–2      |

### Jogos de Ida
| 8 de Março de 2012 | Metalist Kharkiv | 0 – 1     | Olympiacos | Metalist Stadium, Kharkiv               |
| 19:00              |                  | Relatório | Fuster 50' | Público: 11 000 Árbitro: HUN István Vad |

| 8 de Março de 2012 | Sporting   | 1 – 0     | Manchester City | Estádio José Alvalade, Lisboa                        |
| 19:00              | Xandão 51' | Relatório |                 | Público: 40 000 Árbitro: ESP Carlos Velasco Carballo |

| 8 de Março de 2012 | Twente            | 1 – 0     | Schalke 04 | De Grolsch Veste, Enschede                 |
| 19:00              | De Jong 61' (pen) | Relatório |            | Público: 30 000 Árbitro: SCO Craig Thomson |

| 8 de Março de 2012 | Atlético Madrid                    | 3 – 1     | Beşiktaş  | Vicente Calderón Stadium, Madrid            |
| 19:00              | Salvio 24', 27' · Adrián López 37' | Relatório | Simão 53' | Público: 40 000 Árbitro: SWE Jonas Eriksson |

| 8 de Março de 2012 | Standard Liège          | 2 – 2     | Hannover 96                  | Stade Maurice Dufrasne, Liège             |
| 21:05              | Buyens 27' · Tchité 30' | Relatório | Stindl 22' (pen) · Diouf 56' | Público: 25 000 Árbitro: FRA Tony Chapron |

| 8 de Março de 2012 | Valencia                                       | 4 – 2     | PSV Eindhoven                      | Estadio Mestalla, Valencia                |
| 21:05              | Ruiz 11' · Soldado 13', 43' (pen) · Piatti 56' | Relatório | Toivonen 83' (pen) · Wijnaldum 90' | Público: 28 000 Árbitro: GER Manuel Gräfe |

| 8 de Março de 2012 | AZ                           | 2 – 0     | Udinese | AFAS Stadion, Alkmaar                                 |
| 21:05              | Martens 63' · Falkenburg 84' | Relatório |         | Público: 12 579 Árbitro: ESP David Fernández Borbalán |

| 8 de Março de 2012 | Manchester United       | 2 – 3     | Athletic Bilbao                            | Old Trafford, Manchester                   |
| 21:05              | Rooney 22', 90+2' (pen) | Relatório | Llorente 44' · de Marcos 72' · Muniain 90' | Público: 67 000 Árbitro: GER Florian Meyer |

### Jogos de Volta
| 15 de Março de 2012 | Hannover 96                                               | 4 – 0     | Standard Liège | AWD-Arena, Hanover                          |
| 19:00               | Abdellaoue 4' · Kanu 21' (g.c.), 73' (g.c.) · Pinto 90+3' | Relatório |                | Público: 42 000 Árbitro: CZE Pavel Kralovec |

| 15 de Março de 2012 | PSV Eindhoven | 1 – 1     | Valencia | Philips Stadion, Eindhoven                  |
| 19:00               | Toivonen 64'  | Relatório | Rami 47' | Público: 22 000 Árbitro: SCO William Collum |

| 15 de Março de 2012 | Udinese                 | 2 – 1     | AZ             | Stadio Friuli, Udine                      |
| 19:00               | Di Natale 3', 15' (pen) | Relatório | Falkenburg 31' | Público: 9 500 Árbitro: SRB Milorad Mažić |

| 15 de Março de 2012 | Athletic Bilbao              | 2 – 1     | Manchester United | San Mamés Stadium, Bilbao                 |
| 19:00               | Llorente 23' · de Marcos 65' | Relatório | Rooney 80'        | Público: 40 000 Árbitro: TUR Cüneyt Çakır |

| 15 de Março de 2012 | Manchester City                       | 3 – 2     | Sporting CP                         | City of Manchester Stadium, Manchester        |
| 21:05               | Agüero 60', 82' · Balotelli 75' (pen) | Relatório | Fernández 33' · van Wolfswinkel 40' | Público: 38 021 Árbitro: NOR Tom Harald Hagen |

| 15 de Março de 2012 | Olympiacos  | 1 – 2     | Metalist Kharkiv         | Karaiskakis Stadium, Piraeus                     |
| 21:05               | Marcano 15' | Relatório | Villagra 81' · Dević 86' | Público: 30 000 Árbitro: ROU Ovidiu Alin Hategan |

| 15 de Março de 2012 | Schalke 04                                | 4 – 1     | Twente      | Veltins-Arena, Gelsenkirchen               |
| 21:05               | Huntelaar 29', 56' (pen), 81' · Jones 71' | Relatório | Janssen 14' | Público: 52 000 Árbitro: HUN Viktor Kassai |

| 15 de Março de 2012 | Beşiktaş | 0 – 3     | Atlético Madrid                              | BJK İnönü Stadium, Istambul                    |
| 21:05               |          | Relatório | Adrián López 26' · Falcao 83' · Salvio 90+3' | Público: 23 000 Árbitro: ITA Paolo Tagliavento |

## Quartas de final
Os jogos da primeira mão serão jogados a 26 de março, e a segunda mão a 5 de abril de 2012.
| Equipe 1           | Total | Equipe 2         | 1.º jogo | 2.º jogo |
| ------------------ | ----- | ---------------- | -------- | -------- |
| AZ                 | 2–5   | Valencia         | 2–1      | 0–4      |
| Schalke 04         | 4–6   | Athletic Bilbao  | 2–4      | 2–2      |
| Sporting CP        | 3–2   | Metalist Kharkiv | 2–1      | 1–1      |
| Atlético de Madrid | 4–2   | Hannover 96      | 2–1      | 2–1      |

### Jogos de Ida
| 29 de Março de 2012 | AZ                         | 2 – 1     | Valencia  | AFAS Stadion, Alkmaar                        |
| 21:05               | Holman 45+1' · Martens 79' | Relatório | Topal 52' | Público: 16 100 Árbitro: ENG Martin Atkinson |

| 29 de Março de 2012 | Schalke 04    | 2 – 4     | Athletic Bilbao                                   | Veltins-Arena, Gelsenkirchen               |
| 21:05               | Raúl 22', 60' | Relatório | Llorente 20', 73' · de Marcos 81' · Muniain 90+3' | Público: 52 000 Árbitro: POR Pedro Proença |

| 29 de Março de 2012 | Sporting                 | 2 – 1     | Metalist Kharkiv           | Estádio José Alvalade, Lisboa               |
| 21:05               | Izmailov 51' · Insúa 64' | Relatório | Cleiton Xavier 90+1' (pen) | Público: 27 000 Árbitro: GER Wolfgang Stark |

| 29 de Março de 2012 | Atlético Madrid        | 2 – 1     | Hannover 96 | Estádio Vicente Calderón, Madrid             |
| 21:05               | Falcao 9' · Salvio 89' | Relatório | Diouf 38'   | Público: 23 000 Árbitro: FRA Stéphane Lannoy |

### Jogos de Volta
| 5 de Abril de 2012 | Valencia                                 | 4 – 0     | AZ | Estadio Mestalla, Valencia                  |
| 21:05              | Rami 15', 17' · Alba 56' · Hernández 80' | Relatório |    | Público: 25 000 Árbitro: CZE Pavel Kralovec |

| 5 de Abril de 2012 | Athletic Bilbao         | 2 – 2     | Schalke 04               | San Mamés Stadium, Bilbao                   |
| 21:05              | Gómez 41' · Susaeta 55' | Relatório | Huntelaar 29' · Raúl 52' | Público: 35 000 Árbitro: ITA Nicola Rizzoli |

| 5 de Abril de 2012 | Metalist Kharkiv | 1 – 1     | Sporting            | Metalist Stadium, Kharkiv                   |
| 21:05              | Cristaldo 57'    | Relatório | van Wolfswinkel 44' | Público: 38 500 Árbitro: SCO William Collum |

| 5 de Abril de 2012 | Hannover 96 | 1 – 2     | Atlético Madrid               | AWD-Arena, Hanover                            |
| 21:05              | Diouf 81'   | Relatório | Adrián López 63' · Falcao 87' | Público: 44 000 Árbitro: ENG Mark Clattenburg |

## Semifinais
Os jogos da primeira mão serão jogados em 19 de Abril, e a segunda mão no dia 26 de Abril de 2012.
| Equipe 1           | Total | Equipe 2        | 1.º jogo | 2.º jogo |
| ------------------ | ----- | --------------- | -------- | -------- |
| Atlético de Madrid | 5–2   | Valencia        | 4–2      | 1–0      |
| Sporting           | 3–4   | Athletic Bilbao | 2–1      | 1–3      |

### Jogos de Ida
| 19 de Abril de 2012 | Atlético de Madrid                               | 4 – 2     | Valencia                          | Vicente Calderón Stadium, Madrid           |
| 21:05               | Falcao 18', 78' · Miranda 49' · Adrián López 54' | Relatório | Jonas 45+3' · Ricardo Costa 90+4' | Público: 24 000 Árbitro: SCO Craig Thomson |

| 19 de Abril de 2012 | Sporting              | 2 – 1     | Athletic Bilbao | Estádio José Alvalade, Lisboa               |
| 21:05               | Insúa 76' · Capel 80' | Relatório | Aurtenetxe 54'  | Público: 29 000 Árbitro: SWE Jonas Eriksson |

### Jogos de Volta
| 26 de Abril de 2012 | Valencia | 0 – 1     | Atlético de Madrid | Estádio de Mestalla, Valencia              |
| 21:05               |          | Relatório | Adrián López 60'   | Público: 35 000 Árbitro: SVN Damir Skomina |

| 26 de Abril de 2012 | Athletic Bilbao                         | 3 – 1     | Sporting            | San Mamés Stadium, Bilbao                    |
| 21:05               | Susaeta 17' · Ibai 45+1' · Llorente 88' | Relatório | van Wolfswinkel 44' | Público: 37 000 Árbitro: ENG Martin Atkinson |

## Final
| 9 de maio de 2012       | Atlético de Madrid                | 3 – 0     | Athletic Bilbao | Estádio Nacional, Bucareste                 |
| 21:45 EEST (20:45 CEST) | Falcão Garcia 7', 34' · Diego 85' | Relatório |                 | Público: 52,347 Árbitro: ALE Wolfgang Stark |